# Carry Slee
Carolina Sophia (Carry) Slee (Amsterdam, 1 juli 1949) is een Nederlandse schrijfster. Ze werd bekend als kinderboekenschrijfster, maar schrijft tevens boeken voor volwassenen. In totaal schreef ze meer dan honderd boeken, die meer dan vijf miljoen keer werden verkocht.
Slee wordt gezien als een van de bekendste Nederlandse kinderboekenschrijvers, en meerdere van haar boeken werden verfilmd. Naast dat ze schrijft onder haar eigen naam, werden drie van haar kinderboeken gepubliceerd onder het pseudoniem Sofie Mileau.

## Levensloop

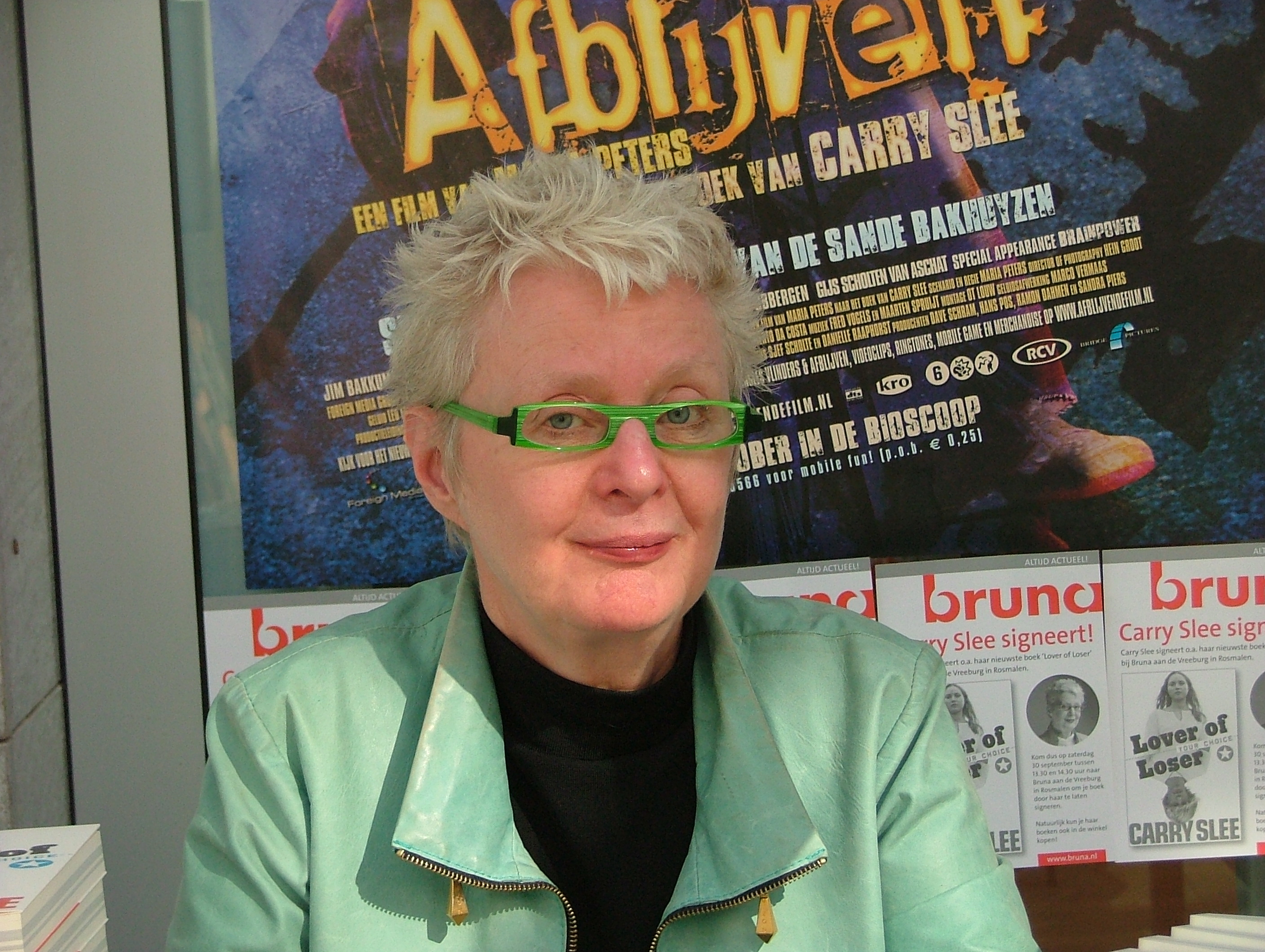
Slee bij een signeersessie (2006)

### Jeugd
Carry Slee werd geboren in Amsterdam in 1949. Ze groeide op in een gezin met een moeder met een bipolaire stoornis die meerdere psychoses doormaakte, en een vader die getekend was door een zeer traumatische jeugd. Ze heeft een oudere zus. Naar eigen zeggen was haar vader 'hevig teleurgesteld' toen ze werd geboren, aangezien hij had gehoopt dat ze een jongen zou zijn. Om die reden noemde hij haar 'zijn jongen'. Ze deed om die reden extra haar best om door hem geliefd te worden en gedroeg zich als een jongen. Dit zorgde voor een complexe relatie tussen Slee en haar vader, met name nadat ze begon te menstrueren en ze 'echt een meisje was'. Haar moeder dreigde regelmatig zichzelf iets aan te doen, wat de band tussen Slee en haar moeder gecompliceerd maakte.
Haar ouders hadden een ongelukkig huwelijk en de zorgen thuis maakte dat Slee als kind een verzorgende rol aannam. Ze probeerde problemen op te lossen, wat naar eigen zeggen nooit lukte. Om aan de moeilijke realiteit van het dagelijkse leven te ontsnappen, schreef ze verhalen en fantaseerde ze veel; onder meer over het hebben van andere ouders, dat ze ergens anders woonde en dat haar 'echte moeder' haar zou komen ophalen.
In haar tienerjaren woonde ze een tijdje in bij een tekenlerares en haar zoontje, omdat zij doorhad dat de thuissituatie van Slee niet goed was. Daarna huurde Slee zelfstandig een kamer tot ze haar eindexamen deed.

### Opleiding
Nadat het afronden van de middelbare school, startte ze met een opleiding aan de Akademie van Expressie door Woord en Gebaar in Utrecht. Tijdens haar studie leerde ze kunstenaar Rudolf van Maanen kennen, met wie ze een relatie kreeg en ging samenwonen. In dezelfde periode kwam ze via een projectgroep in contact met Elles van den Berg, met wie ze een sterke vriendschap ontwikkelde en die bij het stel introk. Slee merkte al snel dat ze verliefd op haar was, en de relatie met Van Maanen liep ten einde toen zij zich realiseerde dat ze beter bij Elles paste.
In 1975 rondde ze haar studie af en ze werkte vervolgens als dramadocent op een school in het middelbaar beroepsonderwijs in Zaandam. Samen met haar partner Elles kreeg ze twee kinderen aan wie ze toen zij klein waren verhalen vertelde waarin Keetje Karnemelk de hoofdrol speelde. De verhalen werden gepubliceerd in het kindertijdschrift Bobo. Slee merkte dat het werk als docent niet bij haar paste, waarna ze ontslag nam en zich volledig toelegde op het schrijversvak.

### Doorbraak
In 1989 verscheen haar eerste kinderboek Rik en Roosje bij uitgeverij Van Holkema & Warendorf. In dit boek vertelt ze de belevenissen van een tweeling met twee moeders. Naast dat ze boeken voor jonge kinderen schrijft, schreef ze ook diverse boeken voor tieners. Haar boek Verdriet met mayonaise wordt in 1992 bekroond door de Kinderjury in de categorie 10 tot en met 12 jaar. Het jaar daarna ontving ze de Venz Kinderboekenprijs voor het bestverkochte boek voor Sneeuwman, pak me. Vanaf 1994 werd ze jaarlijks door de Nederlandse Kinderjury of de Jonge Jury bekroond of getipt.
Nadat ze de Venz Kinderboekenprijs won, sloeg ze een andere weg in. Ze was van mening dat ze te commercieel bezig was. Onder het pseudoniem Sophie Mileau publiceerde ze Haas & Kip (1995), Anne (1996) en De verborgen prins (1997).

### Volwassenenromans
In 2001 verscheen haar sterk autobiografische roman Moederkruid, dat genomineerd werd voor de Nederlandse Publieksprijs. Als vervolg op deze roman over haar kindertijd publiceerde ze later Dochter van Eva en De toegift. Een heel ander karakter heeft Ooggetuigen (2007), dat thriller-elementen bevat en vijf verschillende hoofdpersonen heeft. Na het wederom autobiografische Mam, je wordt oma! (2010) kwam Slee in 2013 met Strijken, met een mannelijke schrijver als hoofdpersoon. Hiervan zei ze dat het voortkwam uit een 'al jarenlang gevoelde noodzaak', zodat ze het schreef 'op de toppen van mijn kunnen'. Kort na het uitbrengen van Strijken kreeg Slee een burn-out.
Slee is een aantal keren van uitgeverij gewisseld. Nadat ze bij Van Holkema & Warendorf haar debuut en doorbraak beleefde, verschenen haar boeken later ook bij andere onderdelen van het PCM-concern, zoals Unieboek en Prometheus. In 2004 stapte zij over naar uitgeverij Pimento (thans onderdeel van Dutch Media uitgevers), waar zij sindsdien haar eigen imprint "Carry Slee" heeft. Haar boeken voor volwassenen verschenen bij dezelfde uitgevers, op Ooggetuigen (The House of Books) en Strijken (De Arbeiderspers) na. Bij dat laatste boek gaf ze als reden dat het "in alle opzichten een totaal andere Slee belooft te worden", aldus Slee.

## Prijzen
Op 2 oktober 2010 werd Slee benoemd tot Officier in de Orde van Oranje-Nassau voor haar bijdrage aan de literatuur. Ze won Rembrandt Awards voor de films Razend (2012) en Spijt! (2014). In oktober 2014 werd ze bekroond tot populairste auteur van Nederland. Ze kreeg meerdere keren de Prijs van de Jonge Jury, de Prijs van de Nederlandse Kinderjury en Pluim van de maand.

## Inspiratie
De onderwerpen die Slee in haar boeken bespreekt zijn gebaseerd op verhalen uit haar dagelijkse leven. Voor haar eerste jeugdboeken waren haar dochters een belangrijke inspiratiebron. Daarnaast haalde ze inspiratie uit brieven van jongeren in de VPRO-Gids. Onder meer de boeken Spijt! (1996) en Pijnstillers (1997) zijn gebaseerd op dergelijke brieven. Naar eigen zeggen werd de doelgroep van de boeken die ze schreef grotendeels bepaald door de leeftijd van haar eigen kinderen. Haar romans voor volwassenen zijn (deels) autobiografisch.

## Boeken (selectie)

### Voor kinderen en jongeren
- Rik en Roosje (1989)
- Iris & Michiel:
  - Morgen mag ik in het diepe? (1989)
  - Hieperdepiep (1990)
  - Rood met witte stippen (1992)
  - Hallo baby! (1992)
  - Sneeuwman, pak me dan (1993)
  - Met zonder jas (1993)
  - Lekker weertje koekepeertje (1993)
  - Zandtaartjes (1994)
  - We zijn er bijna! (1995)
  - Feestkriebels (1998)
  - Opa en oma komen logeren (2000)
  - Retteketet spetterpret (2008)
- Het drakepad (1990)
- Verdriet met mayonaise (1991), onder andere Prijs van de Kinderjury (1992)
- Confetti conflict (1993), onder andere Prijs van de Kinderjury (1994)
- Het bliksemeiland (1993)
- Kilometers cola en knetterende ruzie (1994), onder andere getipt door de Kinderjury (1995)
- Geklutste geheimen met strafwerk toe (1995), onder andere getipt door de Kinderjury (1996)
- Haas & Kip (1995), als Sofie Mileau
- Spijt! (1996), onder andere Prijs van de Kinderjury (1997) & de Jonge Jury (1998)
- Anne (1996), als Sofie Mileau

- De kinderen van de Grote Beer:
  - Een kringetje van tralala (groep 1) (1996)
  - Wiebelbiebeltanden (groep 2) (1996)
  - Opgepast, ik lust een hele boekenkast (groep 3) (1996)
  - Rekenen in het oerwoud (groep 4) (1997)
  - Help! Juf is verliefd (groep 5) (1997)
  - Klapzoenen en valsspelers (groep 6) (1998)
  - Schreeuwende slaapzakken en stiekeme stropers (groep 7) (1999)
  - Een broodje gras en linke soep (groep 8) (2000)
- Pijnstillers (1997), onder andere Prijs van de Kinderjury (1998) & de Jonge Jury (1999)
- Vervalst (1997)
- De verborgen prins (1997), als Sofie Mileau
- Afblijven (1998), bestseller, onder andere Prijs van de Kinderjury (1999) & de Jonge Jury (2000)
- Markies kattenpies (1999), getipt door de Nederlandse Kinderjury
- Kappen! (1999) - onder andere getipt door de Kinderjury (2000) & Prijs van de Jonge Jury (2001)
- Razend (2000) onder andere Prijs van de Kinderjury (2001) & getipt door de Jonge Jury (2002)
- Een broodje gras en linke soep (2000)
- De Zonnetjesbroek (2000), Pluim van de Maand (mei)
- Paniek (2001), onder andere Prijs van de Jonge Jury (2003)
- Link (2002), bundeling van Het bliksemeiland en Vervalst (2002)
- Hebbes (2002)
- Radeloos (2003), getipt door de Jonge Jury (2005)

- Timboektoe-serie - onder andere Prijs van de Jonge Jury (2004):
  - See you in Timboektoe (2003)
  - 100% Timboektoe (2003)
  - Timboektoe Rules! (2003)
  - Timboektoe Rocks! (2003)
  - Timboektoe: de filmeditie (2004)
  - Missing Timboektoe (2004)

- Lover of Loser, your choice - getipt door de Kinderjury (2007) (2006)
- Afblijven (filmeditie) - getipt door de Kinderjury, samen met Lover of loser (2006)
- Hot or Not, your choice (2008)
- Dat heb ik weer! (2008)
- Bangkok Boy - bedoeld voor 16+ (2009)
- Fatale liefde (2010)
- Joël (2011)
- Brainwash (2012)
- Kapot (2015)
- Verdacht (2016)
- #Laatste vlog (2017)

- Juf Braaksel-serie:
  - Juf Braaksel en de magische ring (2018)
  - Juf Braaksel en het meesterbrein (2019)
  - Juf Braaksel en de geniale ontsnapping (2020)
  - Juf Braaksel en de mysterieuze verdwijning (2021)
  - Juf Braaksel en de woeste achtervolging (2022)
  - Juf Braaksel en de gigantische ontploffing (2023)
  - Juf Braaksel en het geheimzinnige plan (2024)

- Fake! (2021)
- Spijt! - heruitgave als stripboek (2022)[17]

### Voor volwassenen
- Moederkruid (2001)
- Dochter van Eva (2002)
- De toegift (2005)
- Ooggetuigen (2007)
- Mam, je wordt oma! (2010)
- Strijken (2013)
- Zijn jongen (2023)

## Bestseller 60
| Boeken met noteringen in de Nederlandse Bestseller 60     | Jaar van verschijnen | Datum van binnenkomst | Hoogste positie | Aantal weken | Opmerkingen                     |
| --------------------------------------------------------- | -------------------- | --------------------- | --------------- | ------------ | ------------------------------- |
| Moederkruid                                               | 2001                 | 08-02-2003            | 42              | 3            |                                 |
| Dochter van Eva                                           | 2002                 | 08-02-2003            | 54              | 1            |                                 |
| Vals                                                      | 2003                 | 08-03-2003            | 38              | 2            |                                 |
| Radeloos                                                  | 2003                 | 31-05-2003            | 13              | 26           | Filmeditie                      |
| Van oma mag dat wel                                       | 2003                 | 20-09-2003            | 5               | 13           |                                 |
| See you in Timboektoe                                     | 2004                 | 13-03-2004            | 31              | 9            |                                 |
| 100% Timboektoe                                           | 2004                 | 18-09-2004            | 11              | 10           |                                 |
| Van opa mag het ook                                       | 2004                 | 27-11-2004            | 38              | 3            |                                 |
| De toegift                                                | 2005                 | 07-05-2005            | 6               | 18           |                                 |
| Moederkruid & dochter van Eva                             | 2005                 | 04-06-2005            | 36              | 5            |                                 |
| Timboektoe rules!                                         | 2005                 | 08-10-2005            | 3               | 10           |                                 |
| Lover of loser                                            | 2006                 | 24-06-2006            | 10              | 18           |                                 |
| Afblijven                                                 | 2006                 | 07-10-2006            | 9               | 13           | Filmeditie                      |
| Timboektoe Rocks!                                         | 2007                 | 03-03-2007            | 12              | 15           |                                 |
| Timboektoe vakantiepakket                                 | 2007                 | 21-07-2007            | 56              | 1            |                                 |
| Timboektoe                                                | 2007                 | 13-10-2007            | 17              | 7            | Filmeditie                      |
| Your choice: Hot or not                                   | 2008                 | 01-03-2008            | 14              | 11           |                                 |
| Dat heb ik weer!                                          | 2008                 | 14-06-2008            | 9               | 15           |                                 |
| Dat heb ik weer! Deel 2                                   | 2009                 | 07-03-2009            | 14              | 10           |                                 |
| Bangkok boy                                               | 2009                 | 20-06-2009            | 17              | 12           |                                 |
| Bram & Ollie. Buurvrouw Mopperkont en haar hondje Kakkie. | 2009                 | 17-10-2009            | 37              | 2            |                                 |
| Dat heb ik weer! Deel 3                                   | 2010                 | 13-03-2010            | 17              | 9            |                                 |
| Fatale liefde                                             | 2010                 | 05-06-2010            | 14              | 13           |                                 |
| Het grote Carry Slee voorleesboek                         | 2010                 | 16-10-2010            | 17              | 2            |                                 |
| Dat heb ik weer! Deel 4                                   | 2011                 | 05-03-2011            | 16              | 9            |                                 |
| Joël                                                      | 2011                 | 09-07-2011            | 9               | 11           |                                 |
| Razend                                                    | 2011                 | 22-10-2011            | 36              | 2            | Filmeditie                      |
| Brainwash                                                 | 2012                 | 07-07-2012            | 53              | 4            |                                 |
| Dat heb ik weer! Deel 5                                   | 2012                 | 13-10-2012            | 28              | 2            |                                 |
| Spijt!                                                    | 2013                 | 29-06-2013            | 25              | 8            | Filmeditie                      |
| Kapot                                                     | 2015                 | 29-08-2015            | 10              | 13           |                                 |
| Verdacht                                                  | 2016                 | 29-08-2016            | 21              | 7            |                                 |
| #LaatsteVlog                                              | 2017                 | 29-08-2016            | 25              | 8            |                                 |
| Juf Braaksel en de magische ring                          | 2018                 | 19-09-2018            | 13              | 4            | deel 1 in de Juf Braaksel-serie |
| Juf Braaksel en het meesterbrein                          | 2019                 | 09-10-2019            | 20              | 2            | deel 2 in de Juf Braaksel-serie |
| Juf Braaksel en de geniale ontsnapping                    | 2020                 | 09-09-2020            | 18              | 3            | deel 3 in de Juf Braaksel-serie |
| Juf Braaksel en de mysterieuze verdwijning                | 2021                 | 08-09-2021            | 20              | 3            | deel 4 in de Juf Braaksel-serie |
| Juf Braaksel en de woeste achtervolging                   | 2022                 | 21-09-2022            | 19              | 3            | deel 5 in de Juf Braaksel-serie |
| Juf Braaksel en de gigantische ontploffing                | 2023                 | 13-08-2023            | 12              | 8            | deel 6 in de Juf Braaksel-serie |
| Zijn jongen                                               | 2023                 | 04-10-2023            | 20              | 3            |                                 |
| Juf Braaksel en het geheimzinnige plan                    | 2024                 | 04-09-2024            | 15              | 6            | deel 7 in de Juf Braaksel-serie |

## Theater en muziek
In 1999 verscheen de cd Ha Ha verliefd met liedjes uit de theatervoorstelling samen met VOF de Kunst.
In 2024 schreef Slee de tekst voor het liedje Lekker eigenwijs dat vertolkt werd door Kinderen voor Kinderen.

## Verfilmingen
- Afblijven (2006)
- Timboektoe (2007)
- Radeloos (2008)
- Lover of loser (2009)
- Razend (2011), winnaar Rembrandt Award voor Beste Jeugdfilm 2012
- Spijt! (2013)
- Pijnstillers (2014)
- Kappen! (2016)
- Juf Braaksel en de Magische Ring (2023)
- Juf Braaksel en de Geniale Ontsnapping (2024)

## Cd-roms
In 2005 bracht uitgever Company of Kids 4 cd-roms op de markt met computerspelletjes, gebaseerd op de boeken van Carry Slee
- 2005 - We zijn er bijna - Uitgever: Company of Kids - Met illustraties van Willy Croezen
- 2005 - Feestkriebels - Uitgever: Company of Kids - Met illustraties van Willy Croezen
- 2005 - Een kringetje van tralala - Uitgever: Company of Kids - Met illustraties van Willy Croezen
- 2006 - Rekenen in het oerwoud - Uitgever: Company of Kids - Met illustraties van Willy Croezen